# Sorum (fiume)
Il Sorum (in russo Сорум?) è un fiume della Russia siberiana occidentale, affluente di destra del Kazym (bacino idrografico dell'Ob'). Scorre nel Belojarskij rajon del Circondario Autonomo degli Chanty-Mansi-Jugra.
Il fiume ha origine tra i laghi e le paludi del bassopiano della Siberia occidentale. Scorre prevalentemente in direzione sud-occidentale, poi occidentale. Sfocia nel Kazym a 224 km dalla foce. La lunghezza del fiume è di 190 km, il bacino imbrifero è di 5 290 km². Il fiume gela dall'inizio di novembre, sino alla seconda metà di maggio. 